# Stazione di Sunagawa
La stazione di Sunagawaa (砂川駅?, Sunagawaa-eki) è una stazione della città di Sunagawa situata sulla linea principale Hakodate e gestita da JR Hokkaido. La stazione è stata fino al 1988 capolinea della linea Kashinai, ferrovia ad oggi soppressa e della diramazione Kamisunagawa della linea Hakodate, chiusa al traffico nel 1994.

## Struttura
La stazione è dotata di tre binari con un marciapiede laterale e uno a isola centrale.

## Stazioni adiacenti
| «                         | Servizio                                                                        | »                         |
| Linea principale Hakodate | Linea principale Hakodate                                                       | Linea principale Hakodate |
| ------------------------- | ------------------------------------------------------------------------------- | ------------------------- |
| Toyonuma                  | Locali                                                                          | Takikawa                  |
| Bibai                     | Exp. Limitato Super Kamui Exp. Limitato Okhotsk(alcuni) Exp. Limitato Sarobetsu | Takikawa                  |